# Natuurreservaat Doornkloof
Het Natuurreservaat Doornkloof bevindt zich op de zuidoostelijke oevers van de Vanderkloof Dam bij het dorpje Colesberg in de provincie Noord-Kaap in Zuid-Afrika.  Het is het op één na grootste waterreservoir van Zuid-Afrika. 
Het Natuurreservaat Doornkloof is een gebied van 9388 hectare dat ook een deel van de Seekoei-rivier omvat, dat wordt beschouwd als een belangrijke zijrivier van de Oranjerivier.
Het is een bijzonder schilderachtig reservaat met een verbazingwekkend berglandschap en een daaruit voortvloeiende verzameling diepe, schaduwrijke kloven die begroeid zijn met olijf-, buffeldoorn- en zoete doornbomen.

## Belangrijke diersoorten
Er werden tot op heden 173 soorten vogels, waaronder 19 roofvogels, gespot.
Ondanks dat er niet veel 'echte' open vlaktes zijn in Doornkloof, herbergt het reservaat naast vogels ook een behoorlijke hoeveelheid dieren in het wild op plateaus bedekt met zure karee en liefdegras.
46 verschillende diersoorten zoals de bergrietbok, buffel, eland, koedoe, de bruine hyena, de grootoorvos en de egel zijn er te vinden.

## Locatie
- Google Maps : https://goo.gl/maps/hvY1U8iQnmRHHpCr9